# Roudbar-e Dschonub (Verwaltungsbezirk)
Roudbar-e Dschonub (persisch رودبار جنوب) ist ein Schahrestan (persisch شهرستان) in der iranischen Provinz Kerman. Er enthält die Stadt Roudbar, welche die Hauptstadt des Verwaltungsbezirks ist. 

## Demografie
Bei der Volkszählung 2016 betrug die Einwohnerzahl des Schahrestans 105.992. Die Alphabetisierung lag bei 71 Prozent der Bevölkerung. Knapp 20 Prozent der Bevölkerung lebten in urbanen Regionen.
| Zensusjahr | Einwohnerzahl |
| ---------- | ------------- |
| 2011       | 104.421       |
| 2016       | 105.992       |